# Кречет (дирижабль)
«Кречет» — первый военный российский дирижабль. Дирижабль построили в 1909 году и назвали «Комиссионный». 12 августа (30 июля) 1910 дирижабль совершил первый полёт.

## История
Работы над дирижаблем начались 21 февраля 1907 по приказу А. П. Вернандера. Прототипом служил французский дирижабль «Патри», построенный годом ранее компанией «Лебоди».
Дирижабль был полностью построен из отечественных материалов (за исключением двигателя). Оболочку построил завод «Треугольник», завод «Дукс» — гондолу с платформой. Пропеллеры сделали в Петербурге. Первый полёт дирижабль совершил только спустя год после постройки — 12 августа (30 июля) 1910 над Волковым полем.
Дирижабль принял участие в траурной процессии на похоронах лётчика Льва Мациевича, разбившегося 24 сентября (7 октября) 1910 года на Комендантском аэродроме.
После испытательных полётов дирижабль перелетел в Ригу, где его передали в 9-ю воздухоплавательную роту. Дальнейшая судьба неизвестна.